# Londinières
Londinières – miejscowość i gmina we Francji, w regionie Normandia, w departamencie Sekwana Nadmorska.
Według danych na rok 1990 gminę zamieszkiwało 1119 osób, a gęstość zaludnienia wynosiła 60 osób/km² (wśród 1421 gmin Górnej Normandii Londinières plasuje się na 201. miejscu pod względem liczby ludności, natomiast pod względem powierzchni na miejscu 68.).